# Chronicon Barcinonenses IV
El Chronicon Barcinonenses IV és un cronicó de la sèrie de Cronicons Barcinonenses, escrits en la seva majoria en llatí, i que començaren a ser redactats entre el 1149 i el 1153 a l'empara de les gestes militars de Ramon Berenguer IV de Barcelona, Príncep d'Aragó i Comte de Barcelona. Aquest comprèn anotacions del període del 714 al 1405, amb algunes anotacions posteriors del 1452; fou compost per Guillem Mascaró, beneficiat de la Seu de Barcelona, durant els primers anys del regnat de Joan I d'Aragó fins al 1405.